# Shevat
Shevat ou chevat (en Hébreu : שְׁבָט ; de l’Akkadien Šabātu) est le 5e mois de l’année civile (qui commence à tishri) et le 11e mois de l’année ecclésiastique (qui commence à nissan) du calendrier hébraïque.
C’est un mois hivernal de 30 jours, qui correspond généralement à janvier, parfois à février dans le calendrier grégorien. 

Il correspond au mois de février pour les arabes orientaux.[précision nécessaire]
Le nom a été pris de la langue akkadienne pendant la captivité babylonienne. En akkadien, Šabātu est un 'coup', se référant aux fortes pluies de cette saison.

## Célébration de shevat
- 15 shevat : Tou Bishevat, le nouvel an des arbres (ainsi que l’indique son nom טו בשבט : Tou composé des lettres hébraïques ט et ו, valant 15 en hébreu).
- entre le 15 et le 24 shevat : Seoudat Yitro, des Juifs tunisiens en particulier.
- 30 shevat : Jour de la Famille (ou Fête des Mères) en Israël.